# Puente Kohala
El Puente Kohala es una estructura que pasa a través del río Jhelum, afluente del río Indo, forma parte de una de las rutas terrestres que conecta la Cachemira Azad con el resto de Pakistán.
El puente se encuentra en el pueblo de Kohala, 38 kilómetros (24 millas) al norte de Murree y 35 km al sur de Muzaffarabad. Un puente colgante fue construido en 1877 y desapareció en una inundación en 1890. Un nuevo puente de acero se construyó en 1899, y en 1990 también desapareció en una avalancha. Un tercer puente fue construido en el borde norte del consejo birote Kalan, Distrito de Abbottabad, en 1993.